# René Biénès
 (juillet 2019).
Si vous disposez d'ouvrages ou d'articles de référence ou si vous connaissez des sites web de qualité traitant du thème abordé ici, merci de compléter l'article en donnant les références utiles à sa vérifiabilité et en les liant à la section « Notes et références ».
Pas d'image ? Cliquez ici

a Compétitions nationales et continentales officielles uniquement.

b Matchs officiels uniquement.
René Biénès (né le 2 août 1923 à Toulouse et mort le 7 septembre 2009 à Blanquefort) est un joueur français de rugby à XV, de 1,80 m pour 90 kg. 

## Biographie

### Carrière sportive
René Biénès débuta au rugby à 23 ans en 1946 à Graulhet comme ailier. Il fut repéré par un ancien international Gérard Béhotéguy. Celui-ci lui  conseilla de se servir de ses qualités d'athlète pour effectuer une future grande carrière dans le rugby.
René Biénès a occupé les postes de pilier en équipe de France et jouait essentiellement comme troisième ligne, à l'US Cognac où il arrive en 1947 dans une équipe qui vient de retrouver la première division. Premier de sa poule en 1947, il échoue toutefois lors de la seconde phase au profit du Castres olympique et de l'US Tyrosse. Cognac pensait avoir fait la plus difficile en battant les Landais 6-4 dans un match que le capitaine tyrossais Pascal Pourrut joua avec une fracture du péroné, mais les Landais se qualifieront au goal-average.
Cognac dispute ensuite les huitièmes de finale de la coupe de France en 1948 puis les seizièmes de finale du championnat en 1950. Puis, il joue avec Cognac les demi-finales du championnat en 1953 contre Lourdes et la finale 1954 contre Grenoble.

### Famille
Durant  l'année 1954 le quotidien parisien  le  Miroir des Sports consacra plusieurs éditions pour évoquer les premiers pas de  René Biénès dans  le sport, ses faits d'armes exceptionnels, son enfance, sa vie privée et la  rencontre avec sa future épouse Ginette Zuamabar. De cette union naquirent trois enfants Didier, Xavier en 1954 (décédé en 1969) et Aude en 1967. Cette dernière pratiqua la natation et l'athlétisme avec aisance mais préféra la musique (Ginette sa mère fut une ancienne élève du conservatoire de Toulouse). Didier, né en 1950, fut international junior comme arrière et devint champion de France à l'âge de 19 ans avec le CA Bègles. Le second fils de René Biénès, Xavier né en 1954, fut considéré comme un espoir du rugby français  dans les années 1960 au poste d'ouvreur ou de centre. Carrière sans suite puisque Xavier décéda par accident quelques mois avant  une  première sélection en équipe de France jeunes.
Son frère cadet de 6 ans, Georges Biénès, fut également pilier, mais avec Mazamet, et devint ainsi vice-champion de France en 1958 et vainqueur du Challenge Yves du Manoir la même année; en 1965, un autre membre de la famille Jacques Biénès (frère) remporta comme arrière le Challenge du Manoir, toujours avec Cognac. 
Il a également pour neveu, Denis Biénès, qui après une carrière à XV , passe à XIII et deviendra international.

### Faits d'armes
Bien avant sa carrière de sportif de haut niveau René Biénès a refusé d 'incorporer  le service du travail obligatoire en Allemagne et a rejoint le maquis de la Montagne Noire. Quelques jours après la Libération de Toulouse en août 1944, René Biénès entrait dans le 1er régiment de chasseurs parachutistes. Il fut affecté sur sa demande dans  les commandos de choc chargés de faire progresser l'avancée de l'Armée française de Libération commandée par le général de Lattre de Tassigny. Ses  nombreux faits d'arme lui ont permis de recevoir la médaille militaire mais surtout la croix de guerre avec étoiles d'argent. René Biénès a été fait Chevalier de la légion d'honneur dans les années 1960 pour services rendus à la France. Cette dernière distinction lui a été remise par Marceau Crespin créateur du centre d'entrainement en altitude à Font-Romeu mais surtout directeur du ministère de la jeunesse et des sports sous la présidence de Charles de Gaulle. Joseph Kessel s'est inspiré de René Biénès pour camper l'un de ses personnages dans son ouvrage L'armée des ombres.

### Distinctions
Il obtint l'Oscar du Midi olympique en 1955, mais son année la plus brillante fut certes celle de 1954.
Sportif éclectique, il fut également champion régional des Pyrénées en athlétisme, gymnastique et natation. Il fut international en athlétisme à 8 reprises comme lanceur de javelot. 
L'office municipal des sports de Cognac le fit élire en mars 2000 sportif cognaçais du XXe siècle. La  commune de Châteaubernard en Charente a décidé d'honorer René Biénès en lui réservant le nom d'une rue en 2018. 

## Carrière

### Clubs successifs
- SC Graulhet
- US Cognac

### En équipe de France
- René Biénès a connu sa première sélection le 15 janvier 1950 contre l'Écosse[3] et  sa  dernière  sélection contre l'Angleterre  en  1956[4].

## Palmarès

### Sélection nationale
- 29 sélections (+1 non off.) en équipe de France, de 1950 à 1956, et capitaine à 3 reprises en 1954
- Sélections par année: 1950 (4), 1951 (4), 1952 (6), 1953 (3), 1954 (7), 1956 (5)
- 6 participations au Tournoi des Cinq Nations, en 1950, 1951, 1952, 1953, 1954 et 1956
- Vainqueur du tournoi des 1954 (ex- aequo avec l'Angleterre et le Pays de Galles)
- Coupe d'Europe FIRA de rugby à XV 1952

### Club
- Finaliste du championnat de France 1953-1954 (et capitaine-entraîneur de Cognac)